# العلاقات الكمبودية الليبيرية
العلاقات الكمبودية الليبيرية هي العلاقات الثنائية التي تجمع بين كمبوديا وليبيريا.

## مقارنة بين البلدين
هذه مقارنة عامة ومرجعية للدولتين:
| وجه المقارنة                                              | كمبوديا                   | ليبيريا      |
| --------------------------------------------------------- | ------------------------- | ------------ |
| المساحة (كم2)                                             | 181.03 ألف                | 111.37 ألف   |
| عدد السكان (نسمة)                                         | 16.01 مليون               | 4.73 مليون   |
| الكثافة السكانية (ن./كم²)                                 | 88.44                     | 42.47        |
| العاصمة                                                   | بنوم بنه                  | مونروفيا     |
| اللغة الرسمية                                             | اللغة الخميرية            | لغة إنجليزية |
| العملة                                                    | ريال كمبودي، دولار أمريكي | دولار ليبيري |
| الناتج المحلي الإجمالي (بليون دولار)                      | 22.16 مليار               | 2.16 مليار   |
| الناتج المحلي الإجمالي (تعادل القوة الشرائية) بليون دولار | 54.37 مليار               | 3.76 مليار   |
| الناتج المحلي الإجمالي الاسمي للفرد دولار أمريكي          | 1.16 ألف                  | 455          |
| الناتج المحلي الإجمالي للفرد دولار أمريكي                 | 3.26 ألف                  | 842          |
| مؤشر التنمية البشرية                                      | 0.555                     | 0.430        |
| رمز المكالمات الدولي                                      | +855                      | +231         |
| رمز الإنترنت                                              | .kh                       | .lr          |
| المنطقة الزمنية                                           | ت ع م+07:00               | 00           |

## منظمات دولية مشتركة
يشترك البلدان في عضوية مجموعة من المنظمات الدولية، منها:
| علم المنظمة | اسم المنظمة                               | تاريخ انضمام كمبوديا | تاريخ انضمام ليبيريا |
| ----------- | ----------------------------------------- | -------------------- | -------------------- |
|             | مؤسسة التنمية الدولية                     | 22 يوليو 1970        | 28 مارس 1962         |
|             | مؤسسة التمويل الدولية                     | 26 مارس 1997         | 28 مارس 1962         |
|             | منظمة حظر الأسلحة الكيميائية              | ?                    | ?                    |
|             | الأمم المتحدة                             | 14 ديسمبر 1955       | 2 نوفمبر 1945        |
|             | الاتحاد الدولي للاتصالات                  | 10 أبريل 1952        | 10 أكتوبر 1927       |
|             | منظمة الشرطة الجنائية الدولية             | ?                    | ?                    |
|             | البنك الدولي للإنشاء والتعمير             | 22 يوليو 1970        | 28 مارس 1962         |
|             | الاتحاد البريدي العالمي                   | ?                    | ?                    |
|             | المركز الدولي لتسوية المنازعات الاستشارية | 19 يناير 2005        | 16 يوليو 1970        |
|             | وكالة ضمان الاستثمار متعدد الأطراف        | 1 ديسمبر 1999        | 12 أبريل 2007        |
|             | يونسكو                                    | 3 يوليو 1951         | 6 مارس 1947          |

## وصلات خارجية
- موقع وزارة الخارجية الكمبودية
- موقع وزارة الخارجية الليبيرية